# Dominik Oesterreicher

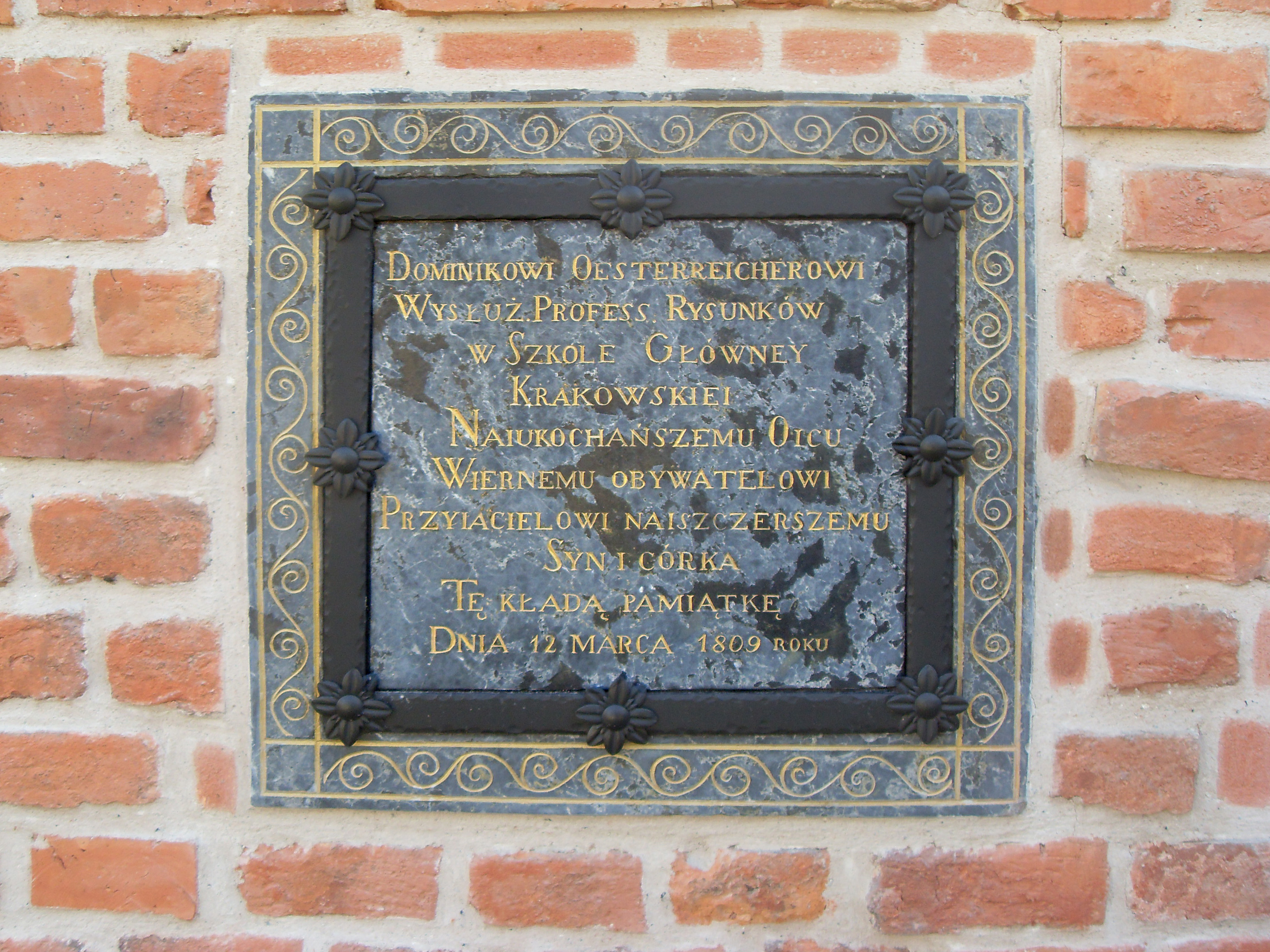
Epitafium artysty na cmentarzu Rakowickim w Krakowie (2009)

Dominik Oesterreicher (Estreicher) (ur. przed 2 sierpnia 1750 w Igławie, zm. 12 marca 1809 w Krakowie) – malarz, profesor Uniwersytetu Jagiellońskiego, protoplasta krakowskiego rodu Estreicherów.
Pochodził z Moraw, był synem handlarza piwem z Igławy. Wcześnie wybrał karierę artystyczną  podróżując po krajach europejskich; naukę malarstwa rozpoczął (według rodzinnej tradycji) w 1768 w Wiedniu, kontynuując ją we Włoszech, m.in. w rzymskiej Akademii Świętego Łukasza (1776-1778). Zajmując się kopiowaniem dzieł dawnych mistrzów, zapoznał się również z chińskimi technikami inkrustacji i malowania na lace. W tym okresie poznał podróżującego po Italii Hugona Kołłątaja, który sprowadził go do Polski.
Po przybyciu w 1778 do Warszawy Oesterreicher przez pewien czas pracował dla dworu  Stanisława Augusta, uczestnicząc także w królewskich „obiadach czwartkowych”. W 1782 osiadł w Krakowie i został wykładowcą malarstwa na uczelni jagiellońskiej (zwanej wówczas Szkołą Główną Koronną), do 1795 ucząc rysunku w Kolegium Nowodworskiego (udzielał również prywatnych lekcji malarstwa) i angażując się w reformę szkolnictwa artystycznego.
Był twórcą stosunkowo wszechstronnym; poza olejnymi portretami tworzył obrazy o tematyce religijnej i historycznej (m.in. Św. Augustyn i Hieronim na puszczy w katedrze na Wawelu), a nawet mitologicznej. W stylistyce wzorował się na sztuce włoskiej, opierając się na sporządzonych szkicach własnych oraz wzornikach, co sprawiło, że jego formalnie poprawnie kompozycje nie wykazują cech indywidualności, choć wyróżniają się wśród ówczesnego konserwatyzmu malarstwa krakowskiego.
Malował też gwasze i wykonywał polichromie w domach prywatnych, ozdabiając nimi budynki krakowskie, m.in. dom własny przy Placu Szczepańskim (niezachowany) czy Pałac „Pod Krzysztofory”. Jego obrazy i szkice znajdują się obecnie m.in. w zbiorach Muzeum Uniwersytetu Jagiellońskiego oraz Towarzystwa Przyjaciół Sztuk Pięknych w Krakowie. 
Będąc również ebenistą, stosował w swych meblach rozwiązania zbliżone do techniki Boulle'a. Wykonał m.in. stół do Pałacu Łazienkowskiego dla króla Stanisława Augusta Poniatowskiego.
Z zamiłowania był lepidopterologiem.
Pochowany został na cmentarzu Rakowickim w Krakowie, w kwaterze Lb.
Z małżeństwa z Rozalią z d. Prakesch miał 12 dzieci, z których dwoje dożyło wieku dojrzałego: córka Klara oraz syn Alojzy, botanik, profesor i rektor UJ.